# Антонов, Анатолий Иванович (социолог)
Анато́лий Ива́нович Анто́нов (род. 29 августа 1936 года) — советский и российский социолог, доктор философских наук, профессор, заведующий кафедрой социологии семьи и демографии социологического факультета МГУ им. М. В. Ломоносова.
Заслуженный профессор МГУ; один из первых заводских социологов (1967—1969), сотрудник отдела социальной организации Института конкретных социальных исследований АН СССР (1969—1975), заведующий отделом методологии исследований населения, экономический факультет МГУ (1975—1984), заведующий сектором Института социологии (1984—1991).

## Научные достижения
- кандидатская диссертация по методологии исследования репродуктивного поведения (1973),
- докторская диссертация по социологии рождаемости (1983),
- аттестат доцента по экономике народонаселения и демографии (1978); аттестат профессора по социологии социальных институтов и процессов (1990);
- действительный член Международной академии прогнозирования (1989) и Международной академии информатизации (1992); лауреат социологической премии имени Питирима Сорокина (2002),
- один из основателей Всемирного конгресса семей (1995), член орг.комитета ВКС (1997-по наст.вр.),
- председатель исследовательского Комитета по социологии населения и семьи РоСА,
- эксперт Правительства РФ и Комитета по социальной политике Совета Федерации РФ (1993—2007),
- член МРГ приоритетного национального проекта по здравоохранению и демографической политике Совета при Президенте РФ по реализации приоритетных национальных проектов (2007—2011)
- член Попечительского Совета Всероссийской программы "Святость материнства" (2020)

###### Научные достижения
В 1969-72 гг. была разработана методика социологического измерения совместимости супружеских пар на основе техники семантического дифференциала, а также несколько тестов по исследованию репродуктивных установок и ориентаций на личные сроки жизни. Результаты этих исследований были отражены в нескольких книгах: «Основные понятия социологии предприятия» (1971), «Социологические проблемы семьи» (1976), «Молодая семья» (1977), «Социология рождаемости» (1980), «Семья и дети» (1982), «Детность семьи» (1986), «Второй ребенок» (1987), «Отношение к здоровью и продолжительности жизни» (1989), “Семьецентризм: миф или реальность” (2016), «Семейно-детный образ жизни: результаты социолого-демографического исследования» (2018), «Ценности семейно-детного образа жизни (СеДОЖ–2019): Аналитический отчет по результатам межрегионального социолого-демографического исследования» (2020) и др.

## Премии и награды
Почетный работник высшего образования; обладатель золотой медали Валентеевских чтений по демографии (2012); серебряной медали имени Питирима Сорокина (2011), юбилейной медали за вклад в социологию (2009) и медали за научные заслуги Республики Беларусь (2014).